# Allium affine
Espèce
Classification APG III (2009)
Allium affine  est une plante bulbeuse vivace géophyte du genre Allium de la famille des Amaryllidaceae. Elle est originaire du sud et de l'est de la Turquie jusqu'au Liban et à l'Iran,,
Cette espèce a pour synonymes : 
- Allium artvinense Miscz. ex Grossh. in Fl. Kavkaza 1: 203 (1928)
- Allium margaritaceum var. scabrum (Ledeb.) Regel in Trudy Imp. S.-Peterburgsk. Bot. Sada 3(2): 50 (1875)
- Allium mishtshenkoanum Grossh. in Exsicc. (Herb. Pl. Or.) 1924: 3 (1924)
- Allium transcaucasicum Grossh. 1940

Aucune sous-espèce n'est répertoriée dans le Catalogue of Life.F. Kollmann, Roland Von Botiimer Published Taxonomie et caryotype Israel journal of botany 22 April 2013 sur Brill

## Description
Allium affine forme un bulbe solitaire de 1 à 2 cm d'épaisseur. Il émet de 3 à 5 feuilles beaucoup plus courtes que la hampe florale, qui mesure 30 à 80 cm de haut.

## Utilisation

### Alimentaire
La plante est récoltée dans la nature pour une utilisation locale comme aliment,.

### Médecinale
Des informations limitées sont disponibles sur les propriétés pharmacologiques de cette plante. Une étude a montré que l'extrait d' Allium affine a réduit le niveau d'hydroperoxydes sériques et augmenté la capacité antioxydante totale du sérum chez les rats. Le test fibrinolytique in vitro a également élucidé l'activité thrombolytique notable de l'extrait de plante. Les résultats de cette étude ont révélé les précieuses activités antioxydantes et fibrinolytiques in vitro de l'extrait d'A. affine. Des études complémentaires sont nécessaires pour mieux évaluer les activités anticoagulantes et thrombolytiques de cette plante et comprendre ses mécanismes détaillés.